# ۱۸۹۸
سال ۱۸۹۸ (هزار و هشتصد و نود و هشت) میلادی، نهمین سال از دهه ۱۸۹۰ در سده ۱۹ میلادی بود

## زادروزها
- ۲۳ ژانویه، سرگئی آیزنشتاین کارگردان و تئوریسین سینمای شوروی، (درگذشته ۱۹۴۸)
- ۱۰ فوریه، برتولت برشت، نمایشنامه‌نویس و کارگردان تئاتر و شاعر آلمانی، (درگذشته ۱۹۵۶)
- ۳ فوریه، آلوار آلتو معمار فنلاندی، (درگذشته ۱۹۷۶)
- ۱۱ فوریه، لیو زیلارد فیزیک‌دان هسته‌ای مجاری-آمریکایی، (درگذشته ۱۹۶۴)
- ۱۴ فوریه، فریتز زوئیکی اخترشناس سوئیسی، (درگذشته ۱۹۷۴)
- ۱۸ فوریه، انزو فراری راننده مسابقه‌ای و کارآفرین ایتالیایی و بنیان‌گذار فراری، (درگذشته ۱۹۸۸)
- ۴ مارس، ژرژ دومزیل اسطوره‌شناس و متخصص زبان‌شناس تاریخی فرانسوی، (درگذشته ۱۹۸۶)
- ۳ مه، گلدا مایر سیاست‌مدار و نخست‌وزیر اسرائیلی، (زاده ۱۹۷۸)
- ۵ ژوئن، فدریکو گارسیا لورکا شاعر و نویسنده اسپانیایی، (درگذشته ۱۹۳۶)
- ۹ ژوئن، کورتزیو مالاپارته نویسنده و خبرنگار ایتالیایی
- ۱۳ ژوئیه، یولیوس شرک نظامی آلمانی، (زاده ۱۹۳۶)
- ۱۷ ژوئیه، برنیس ابوت عکاس آمریکایی، (درگذشته ۱۹۹۱)
- ۲۱ ژوئیه، ارنست همینگوی، نویسنده آمریکایی
- ۲۲ ژوئیه، الکساندر کالدر مجسمه‌ساز و هنرمند آمریکایی، (درگذشته ۱۹۷۶)
- ۲۲ ژوئیه، استیفن وینسنت بنت شاعر، رمان‌نویس و نویسنده داستان‌های کوتاه آمریکایی، (درگذشته ۱۹۴۳)
- ۲۹ ژوئیه، ایزیدور ایزاک رابی فیزیک‌دان لهستانی-آمریکایی، (درگذشته ۱۹۸۸)
- ۳۰ ژوئیه، هنری مور هنرمند و تندیسگر انگلیسی، (درگذشته ۱۹۸۶)
- ۴ اوت، ارنستو مازراتی، (درگذشته ۱۹۷۵)
- ۲۰ اوت، لئوپولد اینفلد نویسنده و فیزیک‌دان لهستانی، (درگذشته ۱۹۶۸)
- ۲۶ سپتامبر، جرج گرشوین آهنگساز آمریکایی، (درگذشته ۱۹۳۷)
- ۲۹ سپتامبر، تروفیم لیسنکو برزشناس شوروی، (درگذشته ۱۹۷۶)
- ۱۱ نوامبر، رنه کلر فیلم‌ساز فرانسوی، (درگذشته ۱۹۸۱)
- ۱۲ نوامبر، لئون اشتوکی ژیمناست یوگوسلاویایی، (درگذشته ۱۹۹۹)
- ۲۱ نوامبر، رنه ماگریت، نقاش فراواقع گرای بلژیکی (درگذشته ۱۹۶۷)
- ۲۴ نوامبر، لیو شائوچی سیاست‌مدار چینی و رئیس‌جمهور آن کشور، (درگذشته ۱۹۶۹)
- ۲۶ نوامبر، کارل زیگلر شیمی‌دان آلمانی، (درگذشته ۱۹۷۳)
- ۲۹ نوامبر، سی. اس. لوئیس نویسنده ایرلندی، (درگذشته ۱۹۶۳)
- ۱۶ ژانویه – مارگارت بوت، تدوینگر و تهیه‌کننده آمریکایی (د. ۲۰۰۲)
- ۱۱ مارس – دوروتی گیش، بازیگر آمریکایی (د. ۱۹۶۸)
- ۴ آوریل – اگنس ایرز، بازیگر آمریکایی (د. ۱۹۴۰)
- ۶ مه – کنراد هنلاین، سیاست‌مدار آلمانی (د. ۱۹۴۵)
- ۱۵ مه – آرلتی، بازیگر و خواننده فرانسوی (د. ۱۹۹۲)
- ۲۳ مه – اسکات اودل، نویسنده آمریکایی (د. ۱۹۸۹)
- ۱۰ ژوئن – ویرجینیا والی، بازیگر آمریکایی (د. ۱۹۶۸)
- ۶ ژوئیه – هانس آیسلر، آهنگساز اتریشی (د. ۱۹۶۲)
- ۲۹ اوت – پرستون استرجس، فیلمنامه‌نویس، نویسنده، و کارگردان آمریکایی (د. ۱۹۵۹)
- ۳۰ اوت – شرلی بوت، بازیگر آمریکایی (د. ۱۹۹۲)
- ۱۰ سپتامبر – بسی لاو، بازیگر آمریکایی (د. ۱۹۸۶)
- ۲۲ سپتامبر – کاترین الکساندر، بازیگر آمریکایی (د. ۱۹۸۱)
- ۲۴ سپتامبر – هاوارد فلری، سیاست‌مدار استرالیایی (د. ۱۹۶۸)
- ۱۹ اکتبر – ارنست ولوبر، نظامی و سیاستمدار اهل جمهوری دموکراتیک آلمان (د. ۱۹۶۷)
- ۱۹ نوامبر – آرتور آر فون هیپل، فیزیک‌دان آلمانی (د. ۲۰۰۳)
- ۶ دسامبر – آلفرد آیزنشتت، عکاس آلمانی (د. ۱۹۹۵)
- ۳۰ دسامبر – ام کلثوم (خواننده)، خواننده مصری (د. ۱۹۷۵)

## درگذشت‌ها
- ۱۴ ژانویه - لوئیس کارول استاد ریاضیات، کشیش، عکاس و نویسنده انگلیسی (زاده ۱۸۳۲)
- ۱۹ مه - ویلیام اوارت گلدستون سیاست‌مدار و نخست‌وزیر بریتانیایی (زاده ۱۸۰۹)
- ۳۰ ژوئیه - اتو فون بیسمارک، نخستین صدراعظم آلمان (زاده ۱۸۱۵)
- ۹ سپتامبر - استفان مالارمه شاعر فرانسوی (زاده ۱۸۴۲)
- ۲۰ سپتامبر - تئودور فونتانه نویسنده و شاعر آلمانی (زاده ۱۸۱۹)
- ۲۵ دسامبر - ژرژ رودنباخ شاعر، رمان‌نویس و نمایش‌نامه‌نویس بلژیکی فرانسوی زبان (زاده ۱۸۵۵)
- ۱۵ مارس – هنری بسمر، مهندس و مخترع بریتانیایی (ز. ۱۸۱۳)
- ۱۸ آوریل – گوستاو مورو، هنرمند، نقاش و مجسمه‌ساز فرانسوی (ز. ۱۸۲۶)
- ۱۷ نوامبر – آلبرت اندرسون، سیاستمدار اهل ایالات متحده (ز. ۱۸۳۷)